# Sindrome di Lennox-Gastaut
La sindrome di Lennox-Gastaut (o LGS dalla lingua inglese Lennox–Gastaut syndrome) è un'encefalopatia epilettica età-dipendente, ad esordio infantile, caratterizzata dalla presenza di crisi polimorfe, farmacoresistenti, associate a deterioramento cognitivo e ad un EEG tipico.
È classificata come encefalopatia epilettica generalizzata (ILAE 2001).

## Epidemiologia
La sindrome di Lennox-Gastaut si manifesta in un'età compresa tra 1 e 8 anni (con un picco di incidenza a 5 anni).
Ha un'incidenza di 2/10 000 nati all'anno ed una prevalenza di 2.8/10 000. Costituisce il 10% delle epilessie con esordio prima dei 5 anni d'età ed il 5% delle epilessie pediatriche. Nel 70-80% dei casi è sintomatica (cioè secondaria ad una lesione o malformazione cerebrale o ad una condizione metabolica identificabile).
Nel 50% circa dei casi rappresenta l'evoluzione di una sindrome di West.

## Profilo clinico
La sindrome di Lennox-Gastaut è caratterizzata dalla presenza di crisi epilettiche polimorfe. Le crisi più frequenti sono crisi toniche, atoniche ed assenze atipiche, cui possono associarsi crisi parziali complesse, crisi tonico-cloniche generalizzate, o più raramente crisi miocloniche.
Le crisi sono frequenti e difficilmente controllabili dalla terapia, soprattutto nei bambini possono verificarsi stati di male epilettico (in genere non convulsivi). Alla sindrome epilettica si associa ritardo mentale medio o severo, che compare o peggiora con l'esordio delle crisi, a volte associato a deficit neurologici focali. Nelle forme sintomatiche, ritardo mentale e sintomi neurologici possono essere già presenti prima dell'esordio dell'epilessia; nei casi idiopatici, i bambini sono normali prima della comparsa delle crisi e si assiste poi ad un deterioramento.
Il quadro elettroencefalografico è caratterizzato da:
- attività di fondo rallentata e disorganizzata
- parossismi di attività rapida
- punte onda lente (frequenza < 2.5 Hz) generalizzate.

La prognosi è sfavorevole: 80-90% dei pazienti ha crisi nonostante la terapia e presenta un ritardo mentale moderato o severo.

## Profilo diagnostico
La diagnosi è clinica e formulata sulla base dell'osservazione di crisi polimorfe associate ad EEG tipico e deterioramento cognitivo, con insorgenza tra 1 e i 10 anni d'età.
Gli accertamenti neuroradiologici e metabolici sono volti ad identificare la possibile causa sottostante.

## Terapia
La terapia si basa in genere sull'associazione di più farmaci antiepilettici, nel tentativo di controllare le crisi. Si tratta tuttavia di un'epilessia farmacoresistente e più dell'80% dei pazienti continua a presentare crisi nonostante la terapia.
Spesso le modifiche terapeutiche hanno un effetto temporaneo su frequenza ed intensità delle crisi.
I farmaci più utilizzati sono valproato, fenobarbital, primidone, lamotrigina, benzodiazepine. Il felbamato può essere efficace, ma ha effetti collaterali potenzialmente letali che ne limitano l'utilizzo; altri farmaci, incluso il vigabatrin, possono essere utilizzati.
Una dieta chetogenica, consumo di cibi ad alto contenuto di grassi e poveri di carboidrati, riduce considerevolmente il numero e la frequenza delle crisi.